# Tramlijn Nijmegen - Berg en Dal
De Tramlijn Nijmegen - Berg en Dal was een tramlijn in Gelderland van Nijmegen naar Berg en Dal.

## Geschiedenis
De lijn werd aangelegd door de Nijmeegsche Tramweg-Maatschappij en werd geopend op 10 mei 1891. Vanaf 1 januari 1913 werd de lijn overgenomen door de Gemeentetram Nijmegen (GTN), die de lijn elektrificeerde en in eerste instantie exploiteerde als lijn 1 tot de halte Huygensweg. Het gedeelte tot Berg en Dal werd gesloten, Berg en Dal werd bereikbaar via tram 2. In 1919 werd lijn 1 wederom verlengd naar Hengstdal. 